# Fischerei-Schonbezirk
Fischerei-Schonbezirke sind Gebiete, in denen der Schutz von Fischen und deren Laich gewährleistet werden soll. Neben Naturschutzgebieten für Tier- und Pflanzenarten werden speziell für Fische Schonbezirke ausgewiesen. Diese unterscheiden sich in Fischschonbezirke und Laichschonbezirke.

## Fischschonbezirke
Fischschonbezirke sind Gebiete, die von Fischen als Route von einem Gebiet zum anderen genutzt werden. Dieses können enge Stellen zwischen zwei Festlandgebieten, Fahrrinnen oder auch Flussmündungen sein. Auf Grund der Enge kommt es in diesen Gewässergebieten zu einer hohen Dichte an Fischen. Um in diesen Bereichen die Fischbestände zu schützen, weisen die Behörden diese als Fischschonbezirke aus. In diesen Schutzzonen ist das Angeln in gewissen Zeiträumen oder auch ganzjährig untersagt.

## Laichschonbezirke
Laichschonbezirke beziehen sich auf das Laichen von Fischen. Jede Fischart hat zum Laichen bevorzugte Gebiete, in denen während der Laichzeit eine hohe Population anzutreffen ist. Um die Fischbestände zu schützen und ein Abfischen vor dem Laichen zu verhindern, weisen die Behörden bestimmte Schonbezirke zum Ablaichen aus. In diesen Gebieten ist das Angeln meist vom 1. April bis 31. Mai untersagt.
Neben den örtlich festgelegten Schutzzonen sind die Schonzeiten der jeweiligen Fischarten zu beachten, die sich auf die Laichzeiten beziehen und keine örtliche Eingrenzung beinhalten.

## Rechtsgrundlagen
Die Einrichtung von Schonbezirken unterliegt in Deutschland dem Recht des jeweiligen Bundeslandes. Typischerweise regelt das jeweilige Landesfischereigesetz, welche Behörden nach welchen Regeln Schonbezirke einrichten dürfen.
| Bundesland             | Gesetzesquelle                       | verantwortliche Behörde                    | Anmerkung                                                                            |
| ---------------------- | ------------------------------------ | ------------------------------------------ | ------------------------------------------------------------------------------------ |
| Bayern                 | Art. 80 FiG                          | Kreisverwaltungsbehörde                    | [ 3 ]                                                                                |
| Brandenburg            | § 33 BbgFischG                       | Der für Landwirtschaft zuständige Minister | [ 4 ]                                                                                |
| Hessen                 | § 39 HFischG                         | Regierungspräsidium                        | [ 5 ]                                                                                |
| Mecklenburg-Vorpommern | § 18 LFischG M-V                     | Oberste Fischereibehörde                   | Die Oberste Fischereibehörde kann durch Allgemeinverfügungen Schonbezirke einrichten |
| Nordrhein-Westfalen    | § 44 LFischG Fischereigesetz         | Obere Fischereibehörde                     | [ 7 ]                                                                                |
| Sachsen                | § 25 SächsFischG – Schonbezirke      | Fischereibehörde                           | [ 8 ]                                                                                |
| Sachsen-Anhalt         | § 47 FischG Fischereigesetz (FischG) | Obere Fischereibehörde                     | [ 9 ]                                                                                |